# Trattato sui cieli aperti
Il trattato sui cieli aperti (od Open Skies), è un accordo internazionale che ha l'obiettivo di promuovere la trasparenza sulle attività militari condotte dai paesi membri secondo il concetto dell'osservazione aerea reciproca. Esso è ispirato agli impegni assunti dagli Stati parte nella Conferenza sulla Sicurezza e la Cooperazione in Europa (successivamente Organizzazione per la sicurezza e la cooperazione in Europa), costituisce assieme al Trattato sulle forze armate convenzionali in Europa e al Documento di Vienna uno dei pilastri del controllo armamenti convenzionali e consente l’effettuazione reciproca di missioni di ricognizione aerea sui territori degli Stati parte.
Firmato nel 1992, è entrato in vigore nel 2002, e conta attualmente 32 paesi membri. Otto nazioni hanno aderito al trattato dal momento sin dell'entrata in vigore: Finlandia, Svezia, Lettonia, Bosnia-Erzegovina, Croazia, Slovenia, Estonia e Lituania.
Il trattato è di durata illimitata e aperto all'adesione di altre nazioni. Comprende 19 articoli e 12 allegati ed è formulato negli originali in francese, in inglese, in italiano, in russo, in spagnolo e in tedesco, tutti egualmente autentici.
Il Canada e l'Ungheria sono i depositari del trattato in riconoscimento del loro speciale contributo allo sviluppo del trattato. I paesi depositari mantengono i documenti del trattato e forniscono supporto amministrativo.

## Membri
Il Trattato sui Cieli Aperti è stato sottoscritto da 35 Paesi: Bielorussia, Belgio, Bosnia-Erzegovina, Bulgaria, Canada, Croazia, Repubblica Ceca, Danimarca, Estonia, Finlandia, Francia, Georgia, Germania, Grecia, Ungheria, Islanda, Italia, Kirghizistan, Lettonia, Lituania, Lussemburgo, Paesi Bassi, Norvegia, Polonia, Portogallo, Romania, Russia, Slovacchia, Slovenia, Spagna, Svezia, Turchia, Ucraina, Regno Unito e Stati Uniti d'America. Di questi, solo il Kirghizistan non ha effettuato la ratifica.
L'Italia ha ratificato il documento con Legge n. 583 del 4 ottobre 1994.
Il 21 maggio 2020 il presidente degli Stati Uniti d'America Donald Trump ha annunciato il ritiro del suo Paese dal trattato, in ragione delle sistematiche violazioni dell'accordo da parte della Russia.
Il 2 giugno 2021, la Russia si è ritirata dal trattato. Il presidente russo Vladimir Putin ha firmato la legge per ritirare ufficialmente la Russia dall'accordo sui cieli aperti (Open Skies). Il ritiro è divenuto efficace il 18 dicembre 2021.

## Commissione consultiva sui cieli aperti
La Commissione Consultiva Cieli Aperti (OSCC) è l'organo collegiale degli Stati parte che sovrintende il funzionamento del trattato. Si riunisce con cadenza mensile presso la sede dell'Organizzazione per la sicurezza e la cooperazione in Europa a Vienna della quale costituisce organo connesso. La Commissione, oltre a facilitare l'applicazione delle norme concordate, adotta decisioni e raccomandazioni per consenso (in assenza di obiezioni di tutti gli Stati parte) e propone modifiche al documento al fine di migliorarne l'efficacia. In particolare, esamina le questioni relative al rispetto del Trattato, favorisce la risoluzione di ambiguità e differenze interpretative, esamina e decide sulle domande di adesione, e rivede annualmente la distribuzione delle quote di volo. 
Per il suo funzionamento dispone di diversi gruppi di lavoro informali di esperti che si occupano di questioni tecniche relative a sensori, formati di notifica, certificazione degli aeromobili e regole e procedure.

## Attività di osservazione
Per le attività di osservazione aerea possono essere utilizzati uno o più tipi o modelli di velivoli immatricolati dalle competenti autorità di uno Stato Parte che siano con equipaggio (in grado di ospitare durante il volo di osservazione anche personale di controllo dello Stato parte osservato), disarmati (non equipaggiati per il trasporto e l'impiego di armi) ad ala fissa ed esplicitamente designati per effettuare voli d'osservazione, al termine di un complesso processo di certificazione a cui intervengono tutti gli Stati parte (artt. II e V).
I velivoli d'osservazione possono essere dotati di:
- apparecchi fotografici ottici panoramici e a fotogrammi con risoluzione a terra non superiore a 30 centimetri;
- videocamere con visualizzatore in tempo reale con risoluzione a terra non superiore a 30 centimetri;
- dispositivi a scansione lineare a raggi infrarossi, con risoluzione a terra non superiore a 50 centimetri;
- radar ad apertura sintetica a scansione laterale una risoluzione a terra non superiore a 3 metri.

Tutti i sensori sono muniti di coperture (amovibili o azionabili soltanto dall'esterno) per le aperture o di altri dispositivi che ne precludano l'impiego
in tutte le circostanze diverse dal volo di osservazione, cioè in assenza a bordo del personale di controllo dello Stato parte osservato (art. IV).
I dati raccolti mediante sensori durante i voli d'osservazione devono restare a bordo del velivolo d'osservazione fino al completamento del volo d'osservazione e ne è vietata la trasmissione all'esterno durante il volo. Ciascuno Stato Parte, previa richiesta con notifica anche allo Stato parte osservato, ha il diritto di richiedere e ricevere dalla Parte osservante copie dei dati raccolti mediante sensori durante un volo d'osservazione. E' esclusa la possibilità di cessione dei dati a Stati terzi non parte del Trattato (art. IX).
I voli di osservazione hanno priorità su qualunque traffico, eccetto voli in emergenza, ricerca e soccorso o di sicurezza. Sono condotti secondo le altitudini designate indipendentemente dalle condizioni e regole del volo. Sono infatti autorizzati a sorvolare anche aree proibite, regolamentate, pericolose e aree in prossimità di aeroporti ad alta densità di traffico. Gli enti di controllo del traffico aereo non possono indicare modifiche di quota o rotta se non per cause di forza maggiore, o su richiesta del pilota.